# Grand Prix moto de Thaïlande
Navigation

Circuit international de Buriram.

Le Grand Prix moto de Thaïlande de vitesse est une épreuve du Championnat du monde de vitesse moto. Il est organisé sur le circuit international de Buriram depuis 2018. 
L'accord signé entre l’Autorité des sports de la Thaïlande et Carmelo Ezpeleta (Dorna Sports) prévoit que l’événement doit se dérouler sur le circuit international de Buriram au moins jusqu’en 2026.
Le 21 août 2024, il a été annoncé que le Grand Prix de Thaïlande sera la première manche des saisons 2025 et 2026.

## Appellations officielles et sponsors
- 2018–2019: PTT Thailand Grand Prix[3]
- 2022–2023: OR Thailand Grand Prix[4]
- 2024–présent: PT Grand Prix of Thailand

## Vainqueurs du Grand Prix de Thaïlande

### Par saisons
| Année | Circuit | Moto3                                       | Moto3                                       | Moto2                                       | Moto2                                       | MotoGP                                      | MotoGP                                      | Rapport                                     |
| Année | Circuit | Pilote                                      | Constructeur                                | Pilote                                      | Constructeur                                | Pilote                                      | Constructeur                                | Rapport                                     |
| ----- | ------- | ------------------------------------------- | ------------------------------------------- | ------------------------------------------- | ------------------------------------------- | ------------------------------------------- | ------------------------------------------- | ------------------------------------------- |
| 2025  | Buriram | José Antonio Rueda                          | KTM                                         | Manuel González                             | Kalex                                       | Marc Márquez                                | Ducati                                      | Rapport                                     |
| 2024  | Buriram | David Alonso                                | CFMoto                                      | Arón Canet                                  | Kalex                                       | Francesco Bagnaia                           | Ducati                                      | Rapport                                     |
| 2023  | Buriram | David Alonso                                | Gas Gas                                     | Fermín Aldeguer                             | Speed Up                                    | Jorge Martín                                | Ducati                                      | Rapport                                     |
| 2022  | Buriram | Dennis Foggia                               | Honda                                       | Tony Arbolino                               | Kalex                                       | Miguel Oliveira                             | KTM                                         | Rapport                                     |
| 2021  | Buriram | Annulé en raison de la pandémie de COVID-19 | Annulé en raison de la pandémie de COVID-19 | Annulé en raison de la pandémie de COVID-19 | Annulé en raison de la pandémie de COVID-19 | Annulé en raison de la pandémie de COVID-19 | Annulé en raison de la pandémie de COVID-19 | Annulé en raison de la pandémie de COVID-19 |
| 2020  | Buriram | Annulé en raison de la pandémie de COVID-19 | Annulé en raison de la pandémie de COVID-19 | Annulé en raison de la pandémie de COVID-19 | Annulé en raison de la pandémie de COVID-19 | Annulé en raison de la pandémie de COVID-19 | Annulé en raison de la pandémie de COVID-19 | Annulé en raison de la pandémie de COVID-19 |
| 2019  | Buriram | Albert Arenas                               | KTM                                         | Luca Marini                                 | Kalex                                       | Marc Márquez                                | Honda                                       | Rapport                                     |
| 2018  | Buriram | Fabio Di Giannantonio                       | Honda                                       | Francesco Bagnaia                           | Kalex                                       | Marc Márquez                                | Honda                                       | Rapport                                     |

### Par pilotes (vainqueurs multiples)
| Nombres de victoires | Pilotes           | Victoires  | Victoires           |
| Nombres de victoires | Pilotes           | Catégories | Années de victoires |
| -------------------- | ----------------- | ---------- | ------------------- |
| 3                    | Marc Márquez      | MotoGP     | 2018, 2019, 2025    |
| 2                    | David Alonso      | Moto3      | 2023, 2024          |
| 2                    | Francesco Bagnaia | MotoGP     | 2024                |
| 2                    | Francesco Bagnaia | Moto 2     | 2018                |

### Par constructeurs (vainqueurs multiples)
| Nombre de victoires | Constructeurs | Victoires  | Victoires                    |
| Nombre de victoires | Constructeurs | Catégories | Années de victoires          |
| ------------------- | ------------- | ---------- | ---------------------------- |
| 5                   | Kalex         | Moto2      | 2018, 2019, 2022, 2024, 2025 |
| 4                   | Honda         | MotoGP     | 2018, 2019                   |
| 4                   | Honda         | Moto3      | 2018, 2022                   |
| 3                   | KTM           | MotoGP     | 2022                         |
| 3                   | KTM           | Moto3      | 2019, 2025                   |
| 3                   | Ducati        | MotoGP     | 2023, 2024, 2025             |